# 埃内莉·耶菲莫娃
埃内莉·耶菲莫娃（2006年12月27日—），爱沙尼亚女子游泳运动员，2024年欧洲游泳锦标赛女子100米蛙泳金牌得主、2024年世界短池游泳锦标赛女子100米蛙泳铜牌得主。